# Fajardo (Puerto Rico)
Fajardo ist eine Stadt im Nordosten des US-amerikanischen Außengebietes Puerto Rico. Sie liegt nördlich von Ceiba sowie östlich von Luquillo. In den 19 Stadtbezirken lebten 2010 etwa 37.000 Menschen. Fajardo ist das Zentrum des Freizeit-Bootfahrens der Insel und ein bedeutender Hafenstandort für Verbindungen zu den Inseln Culebra und Vieques sowie zu den Jungferninseln.

## Geschichte
Fajardo wurde zwischen 1760 und 1774 unter dem Namen Santiago de Fajardo gegründet. Die Stadt war einer der Orte, die von den Amerikanern zum Einmarsch in Puerto Rico genutzt wurden. Am 1. August 1898 segelte das Segelschiff USS Puritan unter der Leitung von Kapitän Frederic W. Rodgers entlang der Küste Puerto Ricos, als dieser einen Leuchtturm vor der Küste Fajardos wahrnahm, der als Landungsplatz der United States Army vorgesehen war. Rodgers befahl einem Teil seiner Truppe, an Land zu gehen und die amerikanische Flagge auf dem Leuchtturm zu hissen.
Im Jahr 2008 wurde in der Stadt das römisch-katholische Bistum Fajardo-Humacao errichtet. Hauptkirche ist die Kathedrale Santiago Apostol. 

## Politik
Bürgermeister Fajardos war seit 1988 Aníbal Meléndez Rivera. Er wurde 2020 abgelöst von José Aníbal Meléndez Méndez, der wie sein Vorgänger der Partido Nuevo Progresista (PNP) angehört. Die Stadt gehört zum Senatsdistrikt VIII, der in nationalen Angelegenheiten durch zwei Senatoren vertreten wird.

### Flagge
Die Flagge der Stadt besteht aus drei gleich breiten, horizontalen Streifen in den Farben Rot, Weiß und Blau. Der rote Streifen symbolisiert die Farbe der Umrandung eines Schutzschildes, der weiße Streifen steht für den mittleren Teil des Schutzschildes. Der untere blaue Streifen symbolisiert den Himmel und das Meer an Fajardos Küste. Mittig auf der Flagge platziert ist das Stadtwappen. Dieses hat die Form eines Quadrats mit abgerundeter unterer Seite sowie einer aus drei goldenen Burgtürmen bestehenden Krone über der oberen Seite. In der Mitte des Wappens befindet sich auf blauem Grund ein silbernes Segelschiff, das auf drei silbernen Wellen reitet und von zwei silbernen Vögeln umgeben ist. An beiden Seiten wird das Wappen von zwei goldenen Delfinen gehalten. Unterhalb des Wappens befindet sich ein geschwungenes silbernes Band mit der Aufschrift "SANTIAGO DE FAJARDO".

### Stadtbezirke
Fajardo ist in neun Stadtbezirke (Barios) eingeteilt:
| - Cabezas - Demajagua - Fajardo Pueblo - Florencio - Naranjo | - Quebrada Fajardo - Quebrada Vueltas - Río Arriba - Sardinera |

## Tourismus
Sowohl bei internationalen wie auch bei lokalen Touristen ist Fajardo vor allem wegen seiner Meeresfrüchte, der Nähe zu den umgebenden Inseln sowie den vielen Angeboten für Tagestrips sehr beliebt. Der lokale Flughafen wird von drei kleinen Fluggesellschaften bedient, die unter anderem auch Culebra und Vieques anfliegen. Die Strände sind sehr palmenreich, das Meer ist aufgrund seines klaren Wassers sehr gut für Schnorcheln geeignet. An sieben Stränden werden verschiedene Wassersportaktivitäten angeboten. Eine Besonderheit Fajardos stellen die biolumineszenten Lagunen dar, eine von wenigen Buchten ihrer Art weltweit, die vor allem nachts viele Touristen und Einheimische anziehen.
Weitere Sehenswürdigkeiten

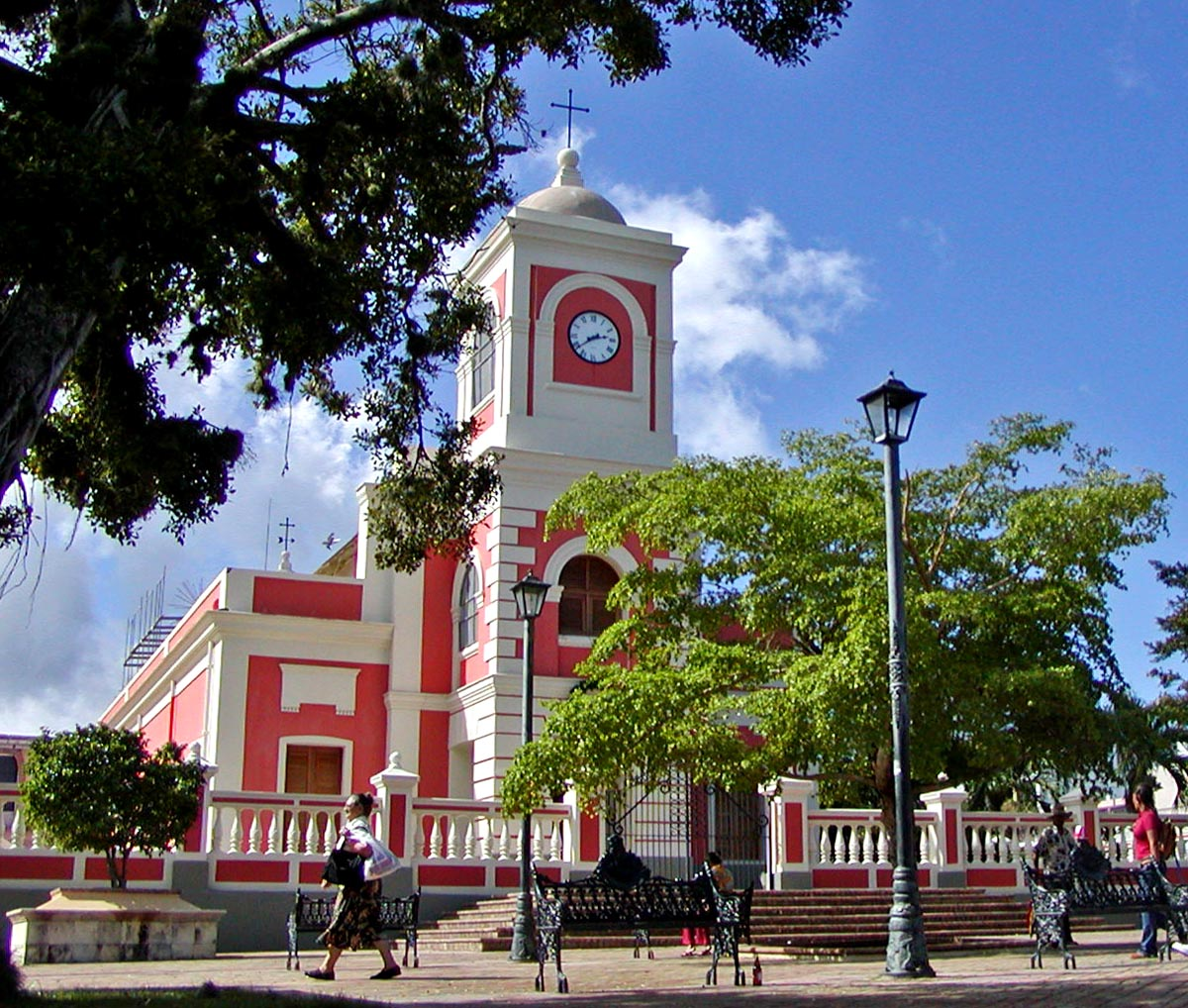
Kathedrale Santiago Apóstol (2004)

- Las Cabezas de San Juan Light: Der 1882 erbaute Leuchtturm, wo die Amerikaner 1898 während des Spanisch-Amerikanischen Kriegs auf Puerto Rico landeten
- Puerto Del Rey Marina: Der größte Yacht- und Segelhafen der Karibik
- US Customs House
- Catedral Santiago Apóstol: Kathedrale des Bistums Fajardo-Humacao, erbaut 1776
- Seven Seas Beach: Einer der schönsten Strände der Insel
- Mangrove Forest: Ein ausgedehnter Mangrovenwald
- Town Square: Einer der reizendsten, antik gestalteten Innenstadtplätze der Insel

## Persönlichkeiten

### In Fajardo geboren
- Isabel Andreu de Aguilar (1887–1948), puerto-ricanische Schriftstellerin, Pädagogin, Frauenrechtlerin und Philanthropin
- Roberto Angleró (1929–2018), puerto-ricanischer Salsakomponist, Sänger und Bandleader
- Carlos Arroyo (* 1979), Basketballspieler von Galatasaray Liv Hospital (Türkei)
- Ivonne Coll (* 1947), Schauspielerin, Miss Puerto Rico 1967 und Miss Universe 1967
- Subriel Matías (* 1992), Profiboxer, seit Februar 2023 Weltmeister im Halbweltergewicht
- John John Molina (* 1965), Boxer im Superfedergewicht
- Antonia Novello (* 1944), Medizinerin und Hochschullehrerin
- Jesús María Sanromá (1903–1984), Pianist und Musikpädagoge

### Mit Fajardo verbunden
- Eusebio Ramos Morales (* 1952), 2008–2017 römisch-katholischer Bischof von Fajardo-Humacao, dann Bischof von Caguas
- Luis Miranda Rivera (* 1954), Ordensgeistlicher und seit 2020 römisch-katholischer Bischof von Fajardo-Humacao